# Tonite's Music Today
Tonite's Music Today è un album di Bob Brookmeyer e Zoot Sims pubblicato dall'etichetta Storyville Records (e Vogue Records) nel 1956, il disco fu registrato a New York il 31 gennaio del 1956. In alcuni dischi (di differenti etichette) il titolo appare diverso in alcuni è stampato come Bobby Brookmeyer-Zoot Sims: Tonight's Jazz Today in altri Zoot Sims-Bob Brookmeyer Quintet: Tonite's Music Today.

## Tracce
Lato A
1. Mr. Moon – 4:56 (Steve Allen)
2. I Hear a Rhapsody – 2:27 (George Fragos, Jack Baker, Dick Gasparre)
3. The Chant – 4:27 (Gerry Mulligan)
4. Blues – 5:39 (Brano tradizionale)

Lato B
1. Zoot's Tune – 4:42 (Zoot Sims)
2. How Long Has This Been Going On? – 4:51 (George Gershwin, Ira Gershwin)
3. Bobby's Tune – 3:23 (Bob Brookmeyer)
4. Blue Skies – 4:53 (Irving Berlin)

## Musicisti
- Bob Brookmeyer - trombone
- Zoot Sims - sassofono tenore, voce
- Hank Jones - pianoforte, celeste
- Wyatt Reuther - contrabbasso
- Gus Johnson - batteria